# Fenriz
Gylve Fenris Nagell (Kolbotn, 1971. november 28. –), ismertebb nevén Fenriz, norvég zenész és politikus, a Darkthrone black metal banda egyik tagja.

## Pályafutása
Elsődleges szerepe dobos, de időnként gitározik, basszusgitározik és vokálozik is, nemcsak a Darkthrone-ban, de más együttesben is. Ismert arról is, hogy nem hajlandó élőben játszani, támogat más underground bandákat, valamint nem foglalkozik a zenei piaccal. Fenriznek három további zenei projektje is volt: a folk-metal Isengard projekt, a dark ambient Neptune Towers projekt és a doom metal Red Planet projekt.

## Diszkográfia
| Év   | Cím                             | Együttes                     | Hangszerek                                                        |
| ---- | ------------------------------- | ---------------------------- | ----------------------------------------------------------------- |
| 1987 | Trash Core '87 (demo)           | Black Death (pre-Darkthrone) | dob, ének                                                         |
| 1987 | Black is Beautiful (demo)       | Black Death (pre-Darkthrone) | dob, ének                                                         |
| 1987 | Land of Frost (demo)            | Darkthrone                   | dob, ének                                                         |
| 1987 | A New Dimension (demo)          | Darkthrone                   | dob                                                               |
| 1988 | The Castle of Death (demo)      | Valhall                      | dob                                                               |
| 1989 | Thulcandra (demo)               | Darkthrone                   | dob, ének                                                         |
| 1989 | Cromlech (demo)                 | Darkthrone                   | dob                                                               |
| 1989 | Spectres Over Gorgoroth (demo)  | Isengard                     | everything                                                        |
| 1991 | Horizons (demo)                 | Isengard                     | everything                                                        |
| 1991 | Soulside Journey                | Darkthrone                   | dob                                                               |
| 1991 | Goatlord (demo)                 | Darkthrone                   | dob, ének                                                         |
| 1992 | A Blaze in the Northern Sky     | Darkthrone                   | dob                                                               |
| 1993 | Under a Funeral Moon            | Darkthrone                   | dob                                                               |
| 1993 | Vanderen (demo)                 | Isengard                     | everything                                                        |
| 1994 | Transilvanian Hunger            | Darkthrone                   | dob, ritmusgitár, basszusgitár                                    |
| 1994 | Caravans to Empire Algol        | Neptune Towers               | everything                                                        |
| 1994 | Promo 1994 (demo)               | Dødheimsgard                 | basszusgitár                                                      |
| 1995 | Høstmørke                       | Isengard                     | everything                                                        |
| 1995 | Transmissions from Empire Algol | Neptune Towers               | everything                                                        |
| 1995 | Panzerfaust                     | Darkthrone                   | dob, gitár, basszusgitár                                          |
| 1995 | Nordavind                       | Storm                        | dob, additional vocals                                            |
| 1995 | Kronet Til Konge                | Dødheimsgard                 | basszusgitár, additional vocals                                   |
| 1995 | Moonstoned                      | Valhall                      | dob                                                               |
| 1995 | Promo 1995 (demo)               | Dødheimsgard                 | basszusgitár, additional vocals                                   |
| 1996 | Total Death                     | Darkthrone                   | dob; additional gitár és basszusgitár                             |
| 1997 | Heading for Mars                | Valhall                      | dob                                                               |
| 1999 | Ravishing Grimness              | Darkthrone                   | dob                                                               |
| 2001 | Plaguewielder                   | Darkthrone                   | dob                                                               |
| 2003 | Hate Them                       | Darkthrone                   | dob                                                               |
| 2004 | Sardonic Wrath                  | Darkthrone                   | dob; additional vocals                                            |
| 2006 | The Cult Is Alive               | Darkthrone                   | dob; additional vocals and gitár                                  |
| 2007 | F.O.A.D.                        | Darkthrone                   | dob; additional vocals                                            |
| 2008 | Dark Thrones and Black Flags    | Darkthrone                   | dob; ének és gitár (shared)                                       |
| 2009 | Red Planet                      | Valhall                      | dob                                                               |
| 2009 | Engangsgrill (demo)             | Fenriz' Red Planet           | everything                                                        |
| 2009 | Fuck You All                    | Fuck You All                 | basszusgitár                                                      |
| 2010 | Circle the Wagons               | Darkthrone                   | dob; ének és gitár (shared)                                       |
| 2013 | The Underground Resistance      | Darkthrone                   | dob, ének (shared), gitár szóló (track 2), basszusgitár (track 4) |
| 2016 | Arctic Thunder                  | Darkthrone                   | dob, basszusgitár, elektromosguitar (additional)                  |